# Serfaus
Serfaus est un village du Tyrol, en Autriche.

## Métro
Serfaus est connu pour son minuscule réseau de métro, le U-Bahn Serfaus, dont l'unique ligne mesure 1,3 km et qui a permis une interdiction complète de la circulation automobile dans le village en hiver, tout en maintenant l'attrait touristique, principalement pour le ski.

## Démographie
D'après le recensement de 2002, le village comptait 1 272 habitants.

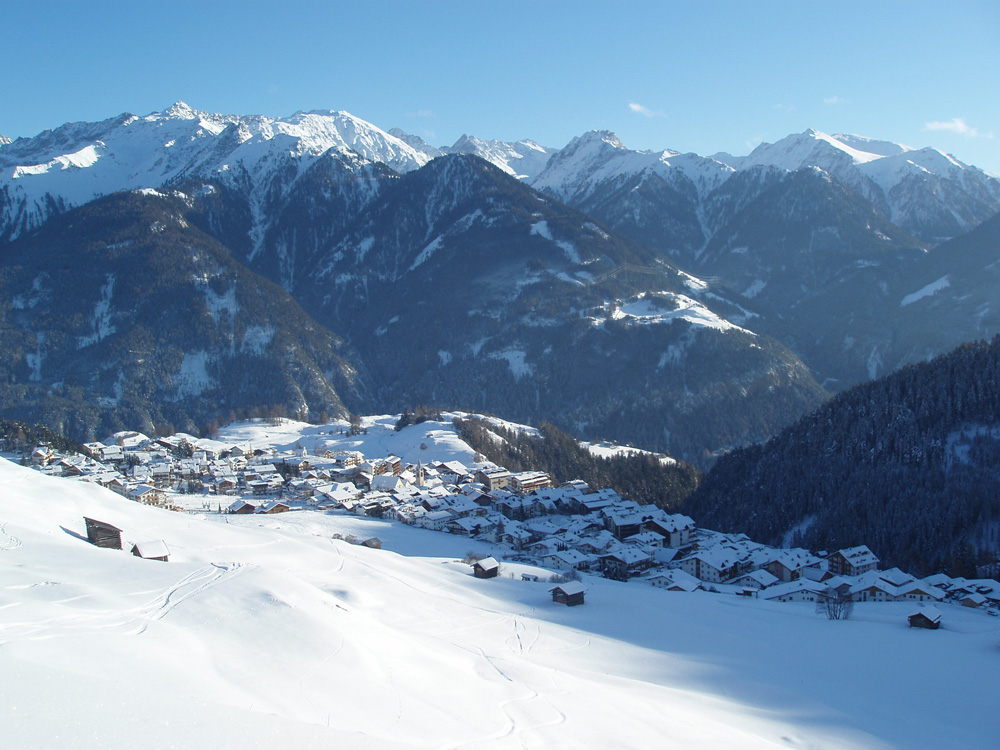
Serfaus l'hiver.